# Lishan Dula
Lishan Dula, född 17 februari 1987, är en friidrottare från Bahrain. Hon deltog vid olympiska sommarspelen 2012.